# Psychoda kalabanica
Psychoda kalabanica är en tvåvingeart som beskrevs av Quate 1962. Psychoda kalabanica ingår i släktet Psychoda och familjen fjärilsmyggor. Inga underarter finns listade i Catalogue of Life.